# 1030

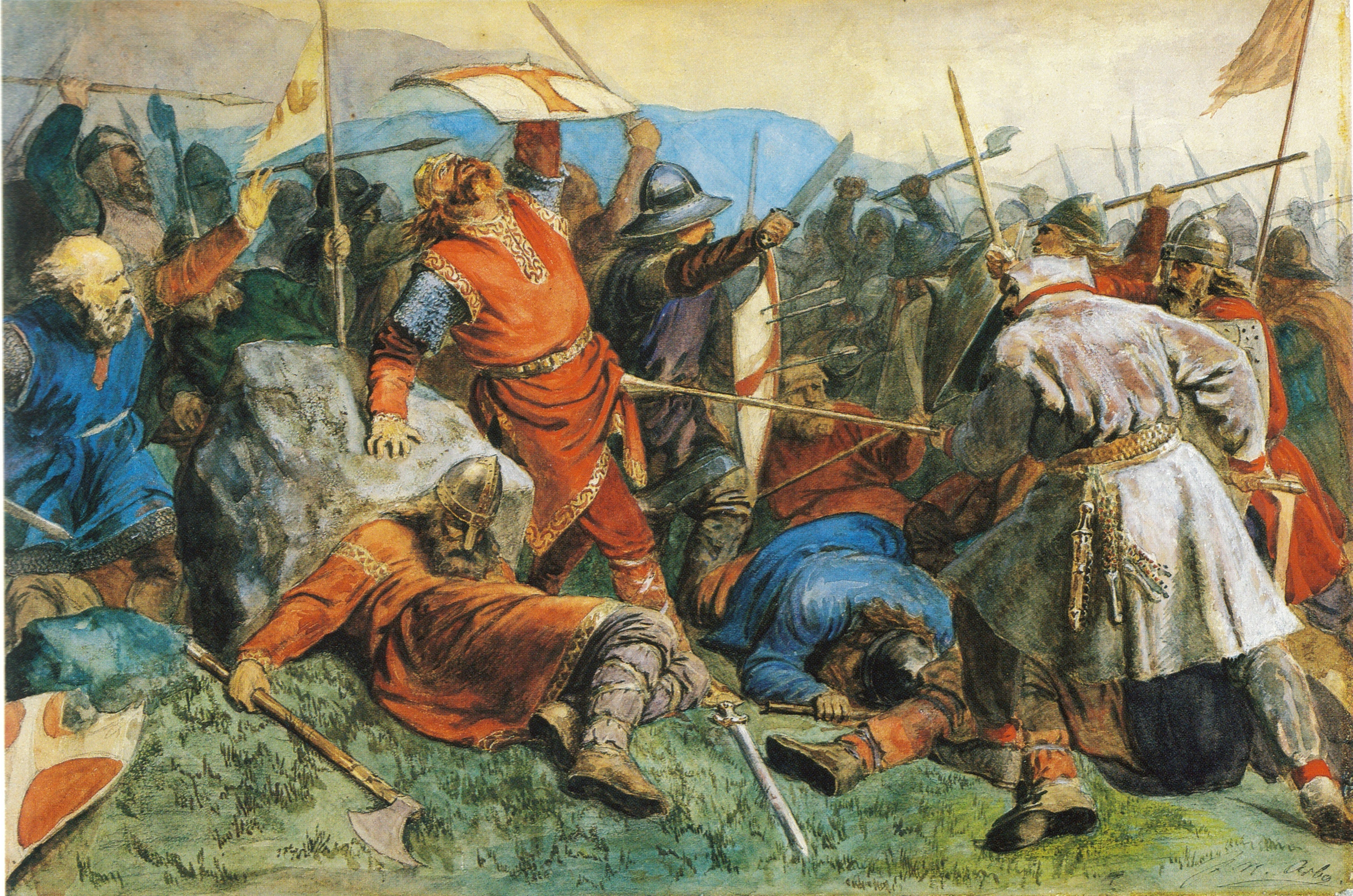
Koning Olaf II (links) sneuvelt bij Stiklestad

Het jaar 1030 is het 30e jaar in de 11e eeuw volgens de christelijke jaartelling.

## Gebeurtenissen
- 29 juli - Slag bij Stiklestad: Koning Olaf II ("de Heilige") probeert Noorwegen te heroveren met hulp van koning Anund Jacob. Hij bindt de strijd aan tegen een groep Noorse edelen en een Deens leger (ongeveer 14.000 man), maar wordt verslagen. Olaf wordt tijdens de gevechten gedood door Thorir Hund. Olaf wordt op het slagveld begraven en later herbegraven wordt later heilig verklaard. Hij wordt de patroonheilige van Noorwegen en Rex perpetuum Norvegiae ("de Eeuwige koning van Noorwegen").[1]
- Zomer - Keizer Romanos III (Argyros) besluit wraak te nemen op de Arabische invallen in de Levant. Hij leidt een Byzantijns expeditieleger (ongeveer 20.000 man) om Antiochië te beschermen en voert een succesvolle veldtocht tegen de Arabieren. Kort daarna eisen ze vrede, maar Romanos weigert te onderhandelen en marcheert met zijn leger naar Aleppo – tegen het advies van zijn generaals in. Het Byzantijnse leger slaat bij Azaz hun kamp op, maar wordt omsingeld door Arabische bedoeïenen en huurtroepen. Romanos lijdt zware verliezen, de Byzantijnen worden afgesneden van voedsel en water.[2]
- 10 augustus - Romanos III (Argyros) beveelt de terugtocht van het Byzantijnse expeditieleger naar Antiochië. De restanten van het leger zijn uitgeput door de hitte en het gebrek aan voorraden. De terugtocht verandert in een paniekvlucht, Romanos keert vernederd terug naar Constantinopel. Hij geeft zijn generaals opdracht om aan de oostgrens stand te houden. Een aanval van de Fatimiden in de Levant wordt afgeslagen en na een korte belegering wordt in december Azaz door de Byzantijnen verovert. De Fatimiden voeren tevergeefs onderhandelingen om een vredesverdrag met het Byzantijnse Rijk.[3]

- Zomer - Keizer Koenraad II ("de Saliër") leidt een invasie in Hongarije. Hij plundert het grondgebied ten westen van de rivier de Rába, maar lijdt onder de gevolgen van de tactiek van de verschroeide aarde, die door de Hongaren wordt gebruikt. Koenraad wordt bedreigd door een hongersnood en gedwongen zich terug te trekken naar Duitsland. Koning Stefanus I ("de Heilige") achtervolgt de Duitse troepen, bij Wenen wordt Koenraad vernietigend verslagen. Koenraad voert onderhandelingen voor een vredesverdrag en stuurt een delegatie naar Esztergom, om de oorlog met Hongarije te beëindigen.[4]
- Hendrik en Robert I, de zonen van koning Robert II ("de Vrome"), komen in opstand tegen hun vader. Tijdens de burgeroorlog wordt het Franse leger (trouw aan de koning) verslagen en Robert moet zich terugtrekken.[5]
- Eerste schriftelijke vermelding van de stad Tartu in Estland. Grootvorst Jaroslav I ("de Wijze") verovert het gebied en bouwt een fort (genaamd Joerjev). De Kievse overheersing zal de komende 30 jaar standhouden.[6]

- Ouyang Xiu, een Chinese historicus en geleerde, behaalt (na een derde poging) zijn jinshi-diploma op 22-jarige leeftijd, door de keizerlijke examens te voltooien. Hij wordt benoemd als rechter in Luoyang (de vroegere oostelijke hoofdstad van de Tang-dynastie). Tijdens zijn werkzaamheden ontmoet hij personen die ook geïnteresseerd zijn in de geschriften van Han Yu.[7]

### Religie
- Het bisdom Szeged-Csanád wordt gesticht door Stefanus I ("de Heilige"). Hij benoemt Gerard Sagredo tot eerste bisschop van het diocees.[8]

## Geboren
- 26 juli - Stanislaus ("de Martelaar"), Pools bisschop (overleden 1079)
- Boudewijn VI ("de Goede"), graaf van Vlaanderen (overleden 1070)
- Gerard van Lotharingen, Duits edelman en hertog (overleden 1070)
- Vsevolod I, grootvorst van het Kievse Rijk (overleden 1093)[9]

## Overleden
- 31 januari - Willem V ("de Grote"), Frans edelman en hertog (r. 995 - 1030)
- 21 februari - Otgiva van Luxemburg, echtgenote van Boudewijn IV ("met de Baard")
- 30 april - Mahmud van Ghazni, heerser van de Ghaznaviden (r. 998 - 1030)
- 29 juli - Olaf II ("de Heilige"), koning van Noorwegen (r. 1014 - 1028)
- 17 augustus - Ernst II, Duits edelman en hertog (r. 1015 - 1030)

## Afbeeldingen

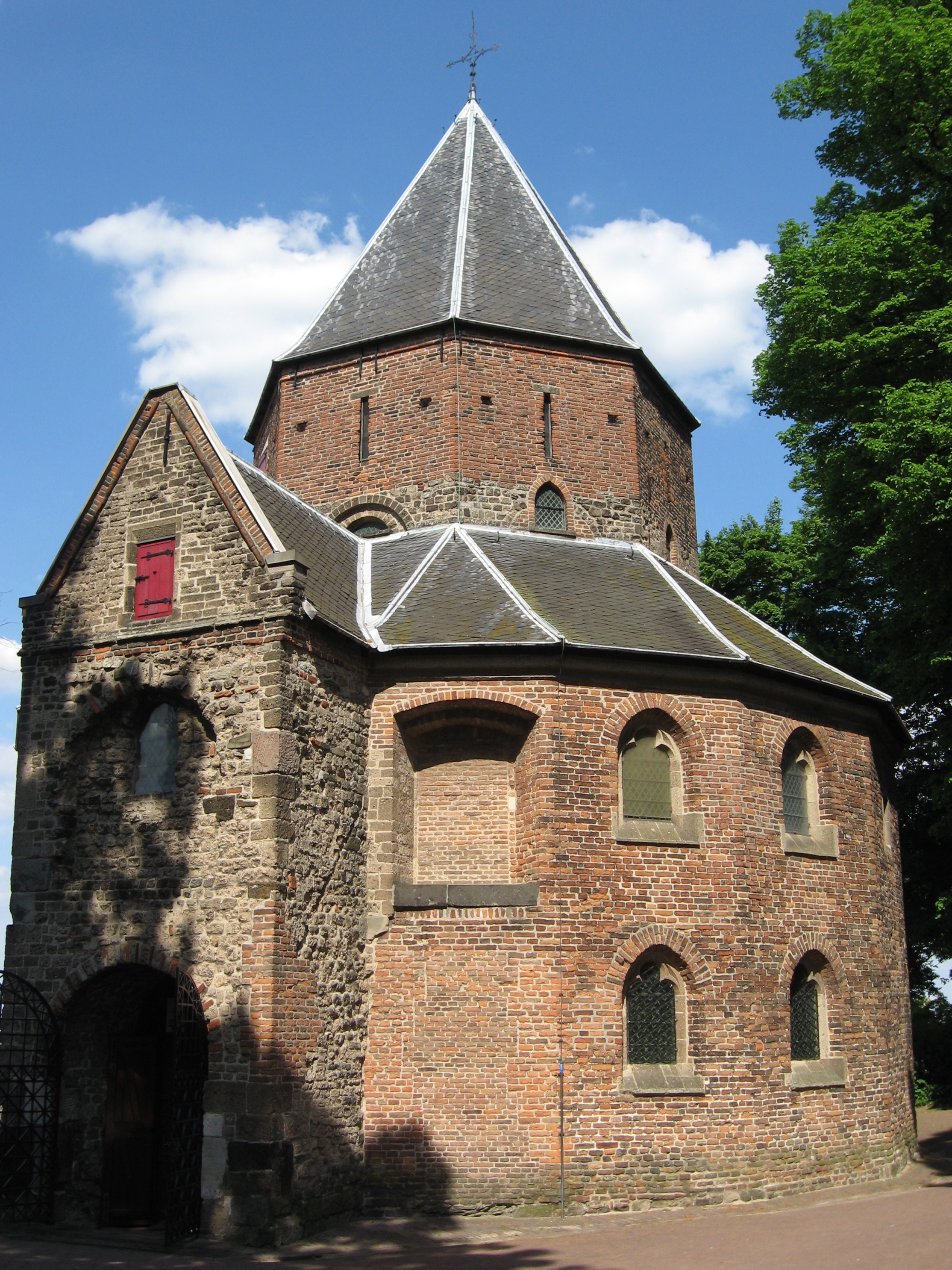
Sint-Nicolaaskapel Valkhof, Nijmegen, gebouwd (ca. 1030)
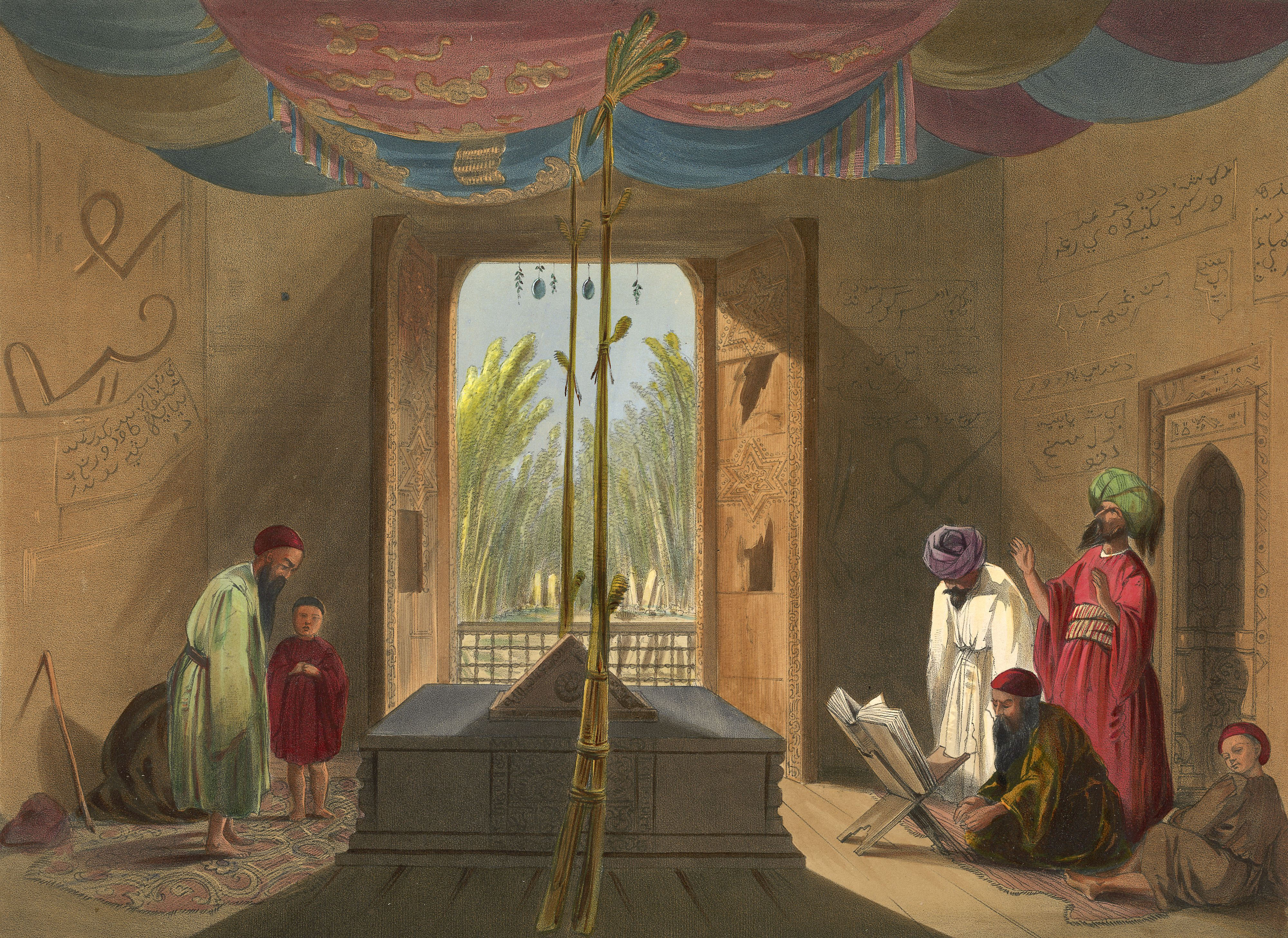
Graftombe van Mahmud van Ghazni (ca. 1030)
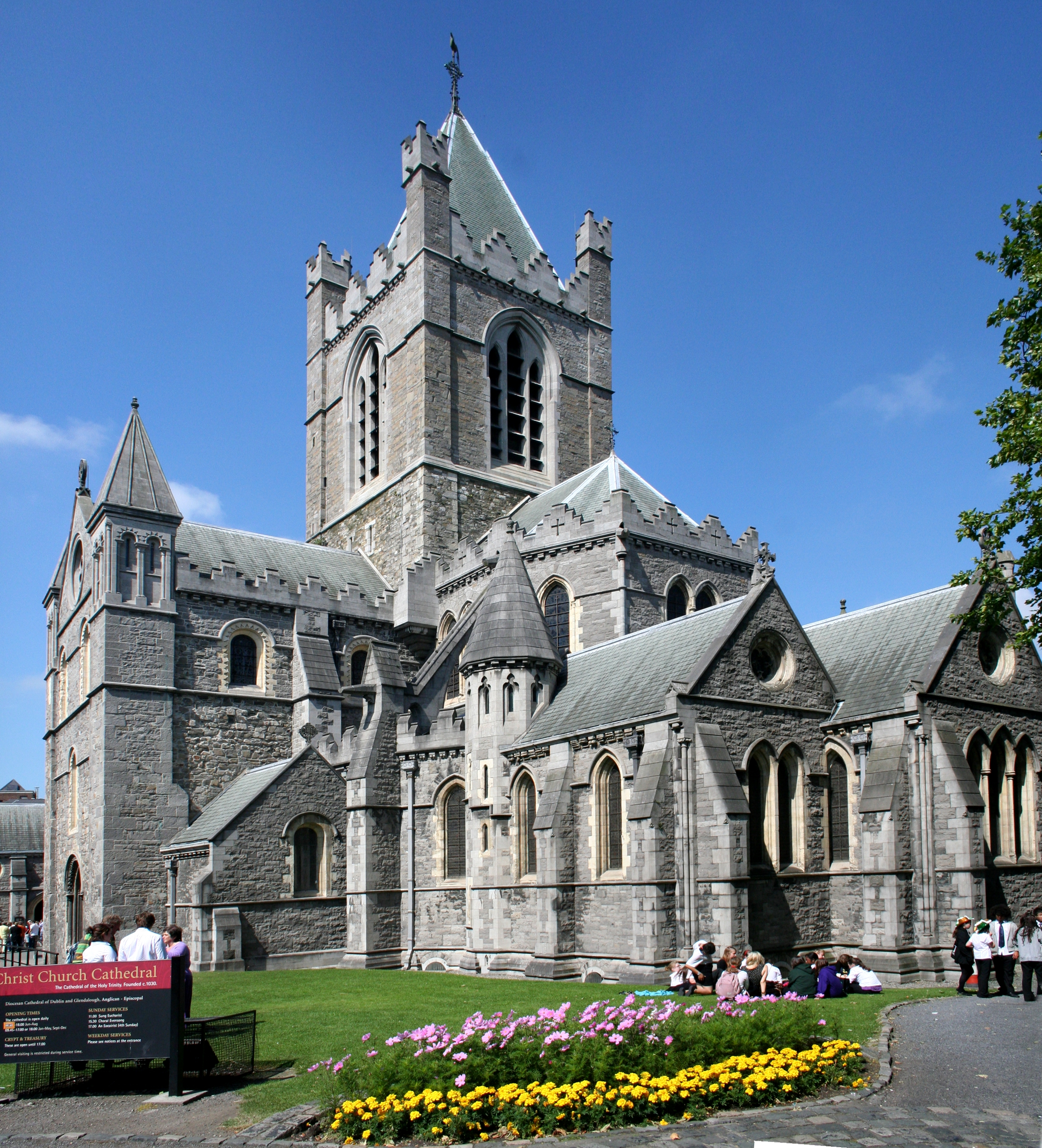
Christ Church Cathedral, Dublin, gebouwd (ca. 1030)